# Entodesmium lapponicum
Entodesmium lapponicum är en svampart som tillhör divisionen sporsäcksvampar, som först beskrevs av och som fick sitt nu gällande namn av Lennart Holm. 
Entodesmium lapponicum ingår i släktet Entodesmium och familjen Lophiostomataceae. Arten är reproducerande i Sverige.